# Camp de concentration d'Uckermark

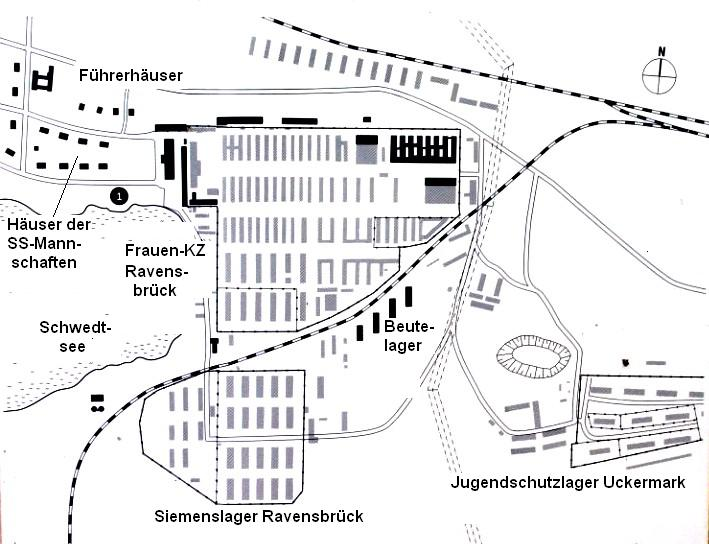
Carte du complexe du camp de Ravensbrück, avec le camp annexe d'Uckermark, appelé dans le jargon nazi : camp de protection de la jeunesse.

Le camp de concentration d'Uckermark est un camp de concentration nazi destiné à l'internement d'adolescentes et de jeunes femmes dans le Reich allemand sous le national-socialisme. Construit en 1942 dans le nord de la province de Brandebourg comme camp annexe du camp de concentration de Ravensbrück, il s'agit du seul camp de concentration nazi pour jeunes (Jugendkonzentrationslager (de)) construit spécialement pour les femmes.
Le nom Uckermark fait référence à la région historique du même nom. Dans le langage national-socialiste, le camp de concentration était nommé par euphémisme « camp de protection de la jeunesse » (Jugendschutzlager).
Il a servi de camp de concentration jusqu'en janvier 1945, puis de camp d'extermination et de sélection des femmes du camp de concentration de Ravensbrück jusqu'à sa libération en avril 1945. Il fait partie des camps que l'on qualifie parfois d'« oubliés »,.

## Historique

### Mise en place
La mise en place du camp est l'objet d'un décret du RSHA du 30 mars 1942. À partir de juin 1942, le pouvoir national-socialiste y interne des adolescentes et jeunes femmes entre 13 et 25 ans, classées comme « inadaptées à la communauté », « asociales » et « politiquement non fiables », en fait pour des raisons raciales, religieuses et politiques. Les baraquements du camp sont construits au printemps 1942 par des détenues du camp de concentration de Ravensbrück à proximité et en deviennent un camp annexe. Le centre de Berlin est à environ 86 km via la Reichsstrasse 96.
Le camp ainsi que les internements des détenues sont gérés par le service central de police criminelle (RKPA) dont dépendent la directrice du camp, Lotte Toberentz (de), commissaire de police criminelle, et son adjointe la secrétaire en chef Johanna Braach (de), mais elles sont subordonnées au commandant SS du camp de Ravensbrück, Max Koegel jusqu'en 1942, puis Fritz Suhren. La direction du camp est assistée d'employées de la Kriminalpolizei ainsi que d'une centaine de gardiennes de la SS appelées « éducatrices » qui surveillent les détenues dans les baraquements et au travail. Parmi elles se trouve, à partir de 1944, l'Aufseherin Ruth Neudeck, connue pour sa brutalité.
Les baraquements sont progressivement construits, on en dénombre 15 à la mi-1944. Les détenues effectuent à leur arrivée un passage obligatoire par le camp principal de Ravensbrück ; privées de leurs effets personnels, on leur attribue une tenue de prisonnière ainsi qu'un numéro.

### Travail forcé
Les détenues sont contraintes au travail forcé dans des conditions de vie exécrables. Dans deux baraquements de travail, elles sont soumises à une charge de travail énorme pour produire des composants pour l'entreprise Siemens & Halske qui a une unité de production dans le camp principal (Siemenslager Ravensbrück), mais également pour des petites entreprises privées, des employeurs indépendants et le travail agricole. Ce fonctionnement va devenir un modèle de déploiement du travail forcé des prisonniers des camps pour alimenter l'économie de guerre. Dans l'industrie de l'armement, c'est la première fois que des prisonniers de camp de concentration sont employés directement sur le site du camp.

### Internement
Dans le camp d'Uckermark ont été internées 1 200 jeunes femmes et adolescentes,, pour la plupart à la demande de bureaux de protection de la jeunesse, de foyers d'hébergement ou de tribunaux pour mineurs, et ce par l'intermédiaire du « département central d'enquête criminelle de l'Allemagne nazie (RKPA). Beaucoup sont transférées directement depuis les institutions sociales.
Comme dans le camp de concentration de Moringen (un autre camp destiné aux jeunes hommes et adolescents), les motifs d'emprisonnement sont variés et reposent sur des arguments dits « éducatifs » tels que « l'inaptitude à être éduquée », « l'indocilité », la « criminalité », un « comportement sexuel négligé », « le refus de travailler », la « paresse au travail », le « sabotage » ainsi que des raisons eugéniques ou raciales.
En outre, la Gestapo déporte dans ce camp, au moyen de mises en détention conservatoire, des filles de parents polonais, de résistants antinazis, des jeunes filles réfractaires à entrer dans le Bund Deutscher Mädel, des jeunes femmes de la Swingjugend qui écoutent du jazz ou du swing, des femmes qui ont participé à des mouvements de résistance, ou ont eu des « rapports sexuels avec des étrangers ». Le jugement d'un tribunal n'est pas nécessaire pour l'internement. Nombre d'aveux des jeunes femmes sur leur relation avec un étranger sont faux et extorqués sous la contrainte par la Gestapo ; les hommes sont alors exécutés et les femmes déportées. Cette pratique raciste (Rassenschande) concerne au départ les relations avec les personnes juives, puis est ensuite étendue aux personnes slaves.
Les jeunes détenues sont regroupées dans différentes catégories, certaines sont considérées comme « réintégrables », d'autres comme des « cas désespérés » : ces dernières ne sont jamais libérées et finalement envoyées à la mort au camp principal de Ravensbrück.
Des recherches pseudo-scientifiques sont également menées sur 500 femmes dans le camp par l'Institut de biologie criminelle de la Sipo (KBI, Kriminalbiologisches Institut der Sicherheitspolizei) dirigé par le théoricien raciste Robert Ritter afin de conforter la thèse nazie, infondée scientifiquement, d'une criminalité héréditaire. Après les conclusions de Ritter, 22 femmes sont transférées en sanatorium, ce qui signifie une mise à mort dans le cadre de l'Aktion T4, d'autres sont stérilisées de force, au moins 71 sont transférées au camp de Ravensbrück, d'autres enfin sont envoyées aux camps d'Auschwitz, de Dachau, de Oranienbourg-Sachsenhausen, ou de Buchenwald pour y être assassinées.

### 1944 - 1945
À partir de janvier 1945, le Jugendschutzlager est fermé, il ne subsiste qu'une cinquantaine de détenues et leurs surveillantes dans une zone isolée. Le reste du camp est alors utilisé comme camp de sélection et d'extermination pour les femmes du camp de concentration de Ravensbrück : les SS y envoient les femmes malades, âgées (de plus de 52 ans) ou affaiblies qui sont « inaptes au travail », et les entassent dans cinq baraquements dans le dénuement le plus complet, sans point d'eau, sans nourriture les premiers jours, obligées de se présenter à l'appel deux fois par jour et jusqu'à six heures d'affilée. Une détenue témoigne qu'elles mourraient peu après leur arrivée, jusqu'à 35 par jour. Les conditions de vie y sont volontairement dégradées pour entraîner la mort des déportées.
En ce qui concerne le nombre de femmes tuées après y avoir été transférées en janvier 1945, il n'y a que des estimations extrêmement vagues, car on ne dispose pas de documentation sur ce camp annexe. Sur son site, l'association mémorielle Initiative für einen Gedenkort ehemaliges KZ Uckermark e.V. indique que 5 000 femmes y ont été assassinées entre janvier et avril 1945. Jürgen Harder et Joseph Robert White mentionnent que 4 000 femmes affaiblies y sont mortes ou y ont été assassinées par empoisonnement, privation de nourriture ou envoyées à la chambre à gaz. Pour la période avant janvier 1945, les témoignages des déportées rapportent les morts par tuberculose, dysenterie, typhus, par empoisonnement, malnutrition, des détenues battues à mort ou fusillées, et que l'état de santé des jeunes détenues était indifférent aux gardes SS.

### Après la guerre
Le camp, constitué de casernes en bois très simples et construites à la hâte, a été démoli à la fin de la guerre après la libération par l'Armée rouge, qui a utilisé le site à des fins militaires jusqu'en 1993.
L'ancienne directrice Toberentz et son adjointe Braach sont inculpées lors du troisième procès de Ravensbrück en 1948 devant un tribunal militaire de Hambourg. Toutes deux sont acquittées et travaillent ensuite à la police criminelle ouest-allemande. Les enquêtes préliminaires ouvertes dans les années 50 et 60 sont clôturées en raison du délai de prescription des mauvais traitements et des coups et blessures. La gardienne Ruth Neudeck, Aufseherin, est elle jugée au même procès à Hambourg et condamnée à mort pour crimes de guerre.

## Mémoire
L'association Initiative für einen Gedenkort ehemaliges KZ Uckermark e. V. tente depuis 1997 de faire des recherches sur l'histoire du camp, de retrouver et de maintenir le contact avec les survivantes et de créer un mémorial sur le site. Cette tâche est réalisée dans les séminaires annuels de rencontre, ainsi que dans le cadre d'événements d'information nationaux et internationaux, de projections de films et de discussions avec des survivantes sur le thème des camps de concentration de jeunes et des sujets connexes. En 2010, l'association reçoit le prix Hans Frankenthal de la Fondation du Comité d'Auschwitz. En 2011, il est prévu d'utiliser les fonds de conversion de l'UE pour démolir les entrepôts de l'armée soviétique encore présents sur le site, puis pour finaliser un projet de mémorial.